# Centrul Național de Interceptare a Comunicațiilor
Centrul Național de Interceptare a Comunicațiilor (CNIC) este o structură din cadrul Serviciului Român de Informații care are rolul de a obține, prelucra și stoca informații din domeniul securității naționale. CNIC a fost înființat prin Hotărârea Consiliului Suprem de Apărare a Țării nr.0068 din 17 iulie 2002  .

## Istoric
Centrul Național de Interceptare a Comunicațiilor a fost creat în 2002 print-o hotărâre secretă a CSAT. Centrul a fost menționat pentru prima dată în mod public într-un raport de activitate al SRI pentru anul 2007 . În timp ce într-un act normativ CNIC a fost menționat pentru prima dată abia în anul 2016, în Ordonanța de urgență a Guvernului nr.6/2016 . 
În 2016, ca urmare a unei decizii CCR privind neconstituționalitatea unei prevederi de procedură penală, Guvernul Cioloș a adoptat o ordonanță de urgență, așa-numita "Ordonața Prună", ce a modificat, printre altele, Codul de procedură penală în materia mandatelor de supraveghere tehnică . Astfel, SRI a devenit "prin excepție" - "organ de cercetare penală specială", pe infracțiunile din Codul Penal ce țin de securitatea națională și terorism . Aceeași ordonanță a modificat și legea nr.14/1992 privind organizarea și funcționarea SRI astfel încât pentru relația cu furnizorii de comunicații electronice destinate publicului, CNIC era desemnat cu rolul de a obține, prelucra și stoca informații în domeniul securității naționale . 
În urma unor verificări efectuate în 2019, președintele Înaltei Curți de Casație și Justiție, care avea rol de a efectua controlulul judecătoresc asupra centrului, a concuzionat că prin această structură, SRI asigură procurorilor de la Parchetul General, DNA și DIICOT accesul independent la sistemele tehnice prin care se realizează interceptările comunicațiilor în cursul urmăririi penale . 
Proiectul de lege privind OUG 6/2016 a fost adoptat de Camera Deputaților pe 16 noiembrie 2021  , după ce trecuse tacit prin Senat pe 9 mai 2016 . În noiembrie 2021 au fost făcute trei sesizări la CCR privind neconstituționalitatea legii adoptate. Sesizările au fost formulate de Avocatul Poporului și, respectiv, de 51 de deputați aparținând   Grupurilor parlamentare ale Alianței pentru Unirea Românilor, Partidului Social Democrat, Partidului Național Liberal, precum și de deputați neafiliați și un deputat al Grupului Minorităților Naționale  . Decizia CCR a fost adoptată în februarie 2022. 

## Decizia 51/2016
În 2016, CCR a decis cu majoritate de voturi că dispozițiilor art. 142 alin. (1) din Codul de procedură penală sunt neconstituționale . Mai exact, CCR a decis că SRI nu mai poate face interceptări în dosarele penale, întrucât sintagma „ori de alte organe specializate ale statului” din cuprinsul dispozițiilor art.142 alin.(1) din Codul de procedură penală este neconstituțională  .

## Decizia 55/2020
În urma unei sesizări venite de la președintele Camerei Deputaților, Valeriu Zgonea, CCR a stabilit că interceptările SRI, pe mandate de securitate națională, nu mai pot fi folosite ca mijloace de probe într-un dosar penal. Înregistrările obținute în baza unui mandat de securitate națională sunt obținute în afara procesului penal. Pentru că în acel moment nu existau proceduri de verificare a legalității informațiilor obținute pe mandate de securitate națională, CCR a decis că acestea nu pot fi folosite ca probe in dosarele penale  .   
În decembrie 2022, prin propunerea de modificare a Codului de procedură penală se reintroduce posibilitatea ca înregistrările făcute de SRI pe mandate de securitate națională să poată fi folosite ca probe în procesele penale, inclusiv cele de corupție. Proiectul eleborat de ministrul Justiției încearcă să pună legea în acord cu decizia CCR din 2020  . 

## Decizia 55/2022
Pe 16 februarie 2022, CCR a confirmat că unele părți ale Legii  pentru aprobarea Ordonanței de urgență a Guvernului nr.6/2016 sunt neconstituționale . Relevant în ceea ce privește interceptările efectuate de CNIC este art.IV pct.1 fraza a treia. Două luni mai târziu, în aprilie, a fost făcută publică și motivarea Curții . Motivarea CCR din decizia 55/2022 relevă că Centru Național de Interceptare a Comunicațiilor funcționează cu încălcarea Constituției, fiind înființat prin hotărâre CSAT, care nu are putere de lege . În decizia CCR se precizează urmatoarele:  
Curtea apreciază că în domeniul supravegherii tehnice, reglementat de Codul de procedură penală, simpla indicare a unei structuri/entități/instituții menită să pună în executare mandatele emise, fără consacrarea sa legală, încalcă principiul legalității, deoarece este fundamental ca înființarea, organizarea și funcționarea instituțiilor sau a altor structuri organizatorice să se realizeze potrivit cadrului constituțional conferit de Legea fundamentală. Intenția legiuitorului de a reglementa o asemenea entitate necesită identificarea arhitecturii interne și configurarea fizionomiei sale juridice prin intermediul unui act normativ de nivelul legii, simpla nominalizare a acesteia, fie ea și expresă, nu complinește lipsa unei reglementări de nivelul legii care să cuprindă elementele de bază care definesc natura juridică a acesteia/acestuia, atribuțiile sale generale și specifice, modalitatea de organizare, dispoziții referitoare la personal, actele emise (dacă este cazul), modalitatea de control/verificare/auditare și efectele produse de aceasta etc  
Conform judecătorului CCR, Daniel Morar, centrul nu funcționează în baza unei legi, ci în baza unei hotărâri secrete a CSAT. Practic centrul funcționează în baza unui act administrativ. Hotărârea în baza căruia centrul a fost creat precizează că domeniul de activitate este cel al siguranței naționale. Cum centrul nu a fost creat în urma unei legi și nu are ca domeniu de activitate domeniul juridic, acesta nu se poate pronunța în dosarele penale. Punerea în executare a unor mandate în dosarele penale ține de domeniul judiciar, nu de cel al siguranței naționale .
După decizia CCR, Ministerul Justiției a precizat  că decizia vizează doar anumite paragrafe din lege, în timp ce altele, care ar permite continuarea activității CNIC, au fost declarate constituționale . În ceea ce privește interceptările, CNIC are în continuare obligația legală de asigura accesul la sistemele tehnice organelor de urmărire penală. 

MJ a precizat următoarele :
CNCI are în continuare obligația legală ca, și după publicarea Deciziei nr. 55/2022, să asigure, la cererea organelor de urmărire penală, accesul nemijlocit și independent al acestora la sistemele tehnice în scopul executării supravegherii tehnice prevăzute la art. 138 alin. (1) lit. a) din Codul de procedură penală.
Prin decizia Curții a fost declarat neconsituțional art.IV pct.1 fraza a treia, care se refera la controlul judecătoresc efectuat de președintele Înaltei Curți de Casație și Justiție sau a unui judecători desemnat de acesta   . 

## Interceptări
În calitate de autoritate națională în domeniul interceptării comunicațiilor, SRI, prin intermediul Centrului Național de Interceptare a Comunicațiilor (CNIC), asigură punerea în aplicare cu operativitate a actelor de autorizare a interceptării comunicațiilor . În rapoartele de activitate ale instutuției se poate observa o creștere actelor de autorizare de la aproximativ 10.000 în 2007 la peste 50.000 în 2015. Numarul interceptărilor și al actelor de autorizare a scăzut brusc, cu 75% în 2016 și 78% în 2017, ca efect al deciziei CCR nr. 51/2016  .
| 2007   | 2008   | 2009   | 2010   | 2011   | 2012   | 2013   | 2014   | 2015   | 2016   | 2017   | 2018   |
| 10.272 | 15.170 | 22.176 | 30.624 | 35.678 | 36.085 | 38.884 | 44.759 | 51.248 | 12.992 | 2.800* | 2.130* |
|        | +48%   | +46%   | +38%   | +17%   | +1%    | +8%    | +15%   | +14%   | -75%   | -78%   | -24%   |

## Control judecătoresc și parlamentar
În anul 2016, în urma adoptării ordonanței 6/2016, prin modificarea Legii nr. 304/2004 s-a introdus controlul judecătoresc, prin președintele Înaltei Curți de Casație și Justiție sau a unui judecători desemnat de acesta, care urma să verifice modul de punere în aplicare în cadrul Centrului Național de Interceptare a Comunicațiilor a supravegherilor tehnice realizate de organele de urmărire penală . În urma deciziei 55/2022, CCR a decis că președintelui Înaltei Curți de Casație și Justiție (ICCJ) a României nu mai poate verifica activitatea Centrului Național de Interceptare a Comunicațiilor .
Judecătorul CCR, Daniel Morar susținea în 2022 că judecătorii nu pot controla unități militare care funcționează pe hotărâri secrete și nu au delimitate atribuțiile și competențele. Acesta a mai susținut de asemenea că magistrații nu pot efectua un control asupra instutiției respective fără cunoașterea structurii dată de către lege, nu prin hotărâri secrete și clasificate .